# Lego Disney
Lego Disney (tidligere kendt som Lego Disney Princess fra 2014-2016) er en produktlinje produceret af den danske legetøjskoncern LEGO, der indeholder forskellige Disneyprinsesser og andre Disney-karakterer fra et udvalg af Disneyfilm. Serien sælges med licens fra Walt Disney Pictures. Temaet blev Figurerne er lavet i samme skala som Lego Friends-serien.
Temaet overlapper med en række andre Lego-temaer, og der er bl.a. udgivet to serier af Lego Minifigures med Disney-figurer.